# Тиджания
Тиджа́ния (араб. التجانية‎) — реформаторское суфийское братство (тарикат), основанное Ахмадом ат-Тиджани в конце XVIII в. Ат-Тиджани он начал свою проповедь в 1781—1782 гг., утверждая, что он получил «наставление» от самого пророка Мухаммада, который разрешил ему основать свой независимый тарикат. Во времена французской оккупации верхушка братства вступили на путь сотрудничества с французскими властями.  В середине XIX в. представители братства создали отдельное государство (Тиджания Омара ал-Хаджа) в бассейне рек Сенегал и Нигер. Учение братства о непогрешимости ат-Тиджани и избранности членов тариката вызывало резкую критику со стороны представителей других исламских течений.

## Эпоним
Ахмад ат-Тиджани родился в 1737 году на юге Алжира. Он происходил из небогатой берберской семьи. Изучал религиозные науки, был связан с хальватитами и другими суфийскими орденами.
В 1781—1782 гг. он начал свою проповедь, утверждая, что он получил «наставление» от самого пророка Мухаммада, который разрешил ему основать свой независимый тарикат. Поселившись в оазисе Абу Смагун, ат-Тиджани приступил к активной проповеди. В 1789 г. он вместе со своими последователи перебрались в Фес, где он жил до самой своей смерти. Там он столкнулся с враждебным отношением населения и других суфийских братств, но сумел закрепиться и построить обитель (завию). Оттуда тарикат распространял своё влияние на другие районы Магриба. Ахмад ат-Тиджани назначил своим преемником Али ат-Тамасини, однако после многолетней борьбы братство возглавили два сына ат-Тиджани.
Ахмад Тиджани также запрещал своим последователям давать присягу (байа) шейхам других тарикатов, пользоваться их благодатью (барака) и заступничеством (шафаат). Взамен он обещал им спасение и своё заступничество в день Страшного суда (киямат).

## История
Тарикат стремился проводить независимую политику. Во времена французской оккупации руководители братства вступили на путь сотрудничества с французскими властями, однако большинство последователей в Марокко отказались признать оккупантов. В середине XIX в. представители братства начали обращать в ислам население бассейна рек Сенегал и Нигер. Создание отдельного государства, а также проводившаяся активная антихристианская пропаганда, вызвали военное противостояние французов, завершившееся поражением братства. В этот период в братстве образовалось несколько ветвей, крупнейшими из которых были хамалия и якубия.
В 1920-х гг. в Марокко, Алжире и Тунисе была развернута широкая кампания против братства, но братство сохранило немало последователей как в арабских странах, так и в других неарабских странах Центральной и Западной Африки (Сенегал и Нигерия).
В настоящее время количество последователей тариката составляет около 100 млн человек. Духовным лидером тариката является Ахмад Тиджани Али Сиссе.

## Учение
Ахмад ат-Тиджани не требовал от них аскетизма (зухд) и уединений, ввёл тихий зикр, считал недопустимым посещение (зиярат) «святых мест» других суфийских шейхов и тарикатов. Во взглядах ат-Тиджани заметно сильное влияние других суфийских мыслителей (Ибн Араби и др.). Он объявил себя «верховным полюсом» (кутб) и «печатью Мухаммадовой святости» (хатм аль-вилая аль-Мухаммадия). Ахмад ат-Тиджани присвоил себе абсолютную непогрешимость, что было недопустимо с точки зрения ортодоксального суннитского ислама. Он отказывался от цепи духовной преемственности (силсила), утверждая, что своё учение и молитвы (вирд) он получил непосредственно от пророка Мухаммада. Члены тариката считали себя избранными и противопоставляли себя остальным мусульманам, что также вызывало резкую критику со стороны представителей других направлений ислама.